# Kanton Saint-Germain-Lembron
Kanton Saint-Germain-Lembron (fr. Canton de Saint-Germain-Lembron) je francouzský kanton v departementu Puy-de-Dôme v regionu Auvergne. Tvoří ho 16 obcí.

## Obce kantonu
- Antoingt
- Beaulieu
- Boudes
- Le Breuil-sur-Couze
- Chalus
- Charbonnier-les-Mines
- Collanges
- Gignat
- Mareugheol
- Moriat
- Nonette
- Orsonnette
- Saint-Germain-Lembron
- Saint-Gervazy
- Vichel
- Villeneuve